# Hopje

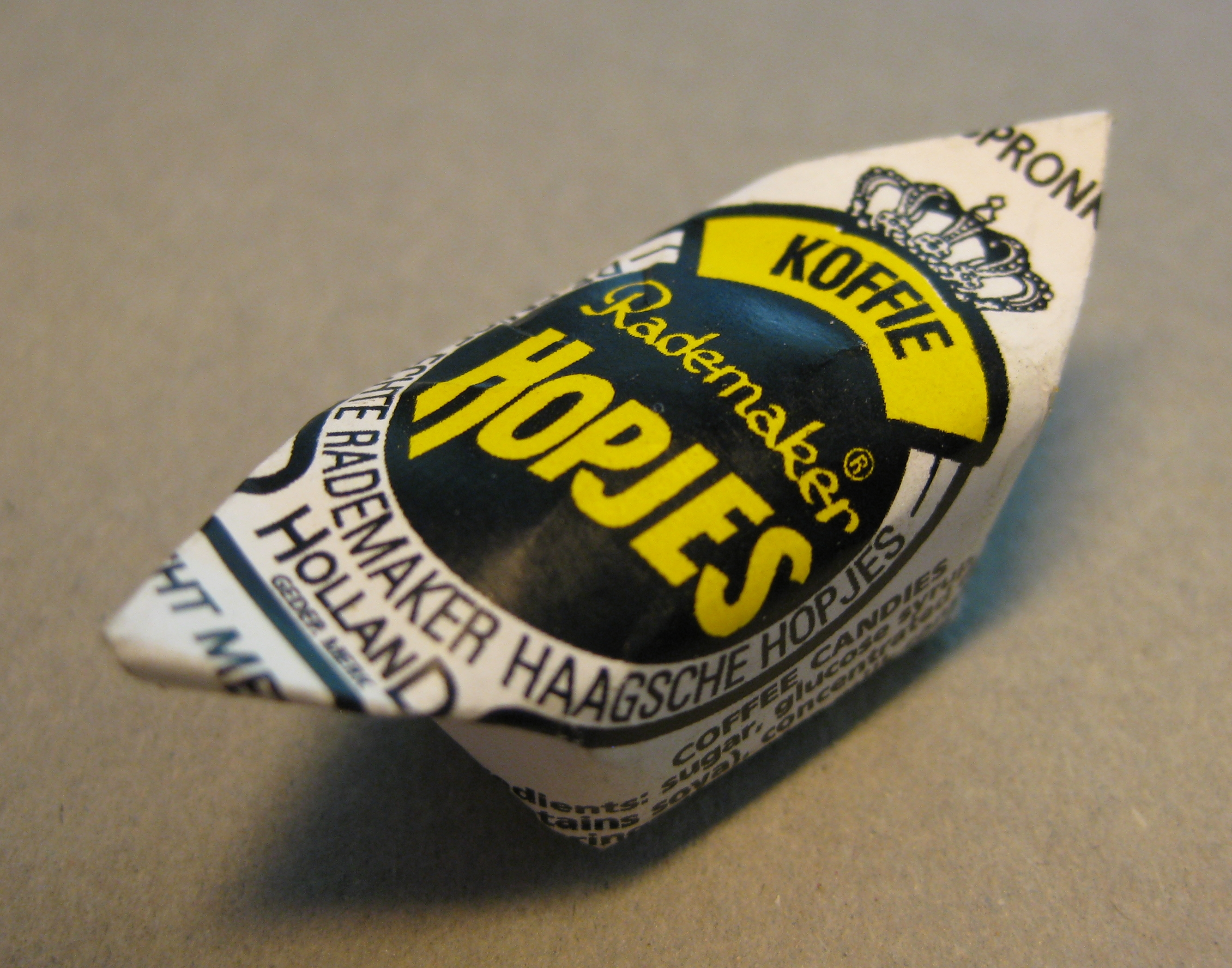
Ein Original Haagsches Hopje

Ein Hopje ist ein Bonbon mit leichtem Kaffee- und Karamellgeschmack; eine niederländische Spezialität aus Zucker, Sahne, Kaffee und Butter, die es bereits seit dem Ende des 18. Jahrhunderts gibt. 

## Herkunft und Name
Die Süßigkeit ist benannt nach dem Baron Hendrik Hop (1723–1808), einem holländischen Gesandten in Brüssel. Als die Franzosen 1792 Brüssel einnahmen, wurde der Baron zurück nach Den Haag gerufen, wo er bis 1801 oberhalb der Konditorei der Firma Van Haaren und Nieuwerkerk an der Langen Voorhout 92 lebte. 
Der Baron war „süchtig“ nach Kaffee. An einem Abend ließ er seine Tasse mit einem Rest des Kaffees mit Zucker und Sahne auf dem Ofen stehen. Am folgenden Morgen sah er, dass die Mischung zu einem Kaffeekaramell geworden war. Hop kostete und fand den Klumpen sehr lecker. Als er kurze Zeit später von seinem Arzt aufgefordert wurde, keinen Kaffee mehr zu trinken, fragte er seinen Wohnungsnachbarn, den Bäcker und Konditor Theodorus von Haaren, ob er diese Sorte Bonbons machen könne. So entstand das Rezept dieser speziellen Bonbons. Die Entstehung wurde seitens der Familie Nieuwerkerk auf 1793 datiert; der Historiker M.R. van der Krogt, Initiator des niederländischen Hopjes-Museums benennt das Jahr 1792. Die Süßigkeiten des Barons wurden bereits schnell als „die Bonbons von Baron Hop“ bekannt und erhielten im Jahre 1880 den Namen „Haagsche Hopjes“. 

## Export

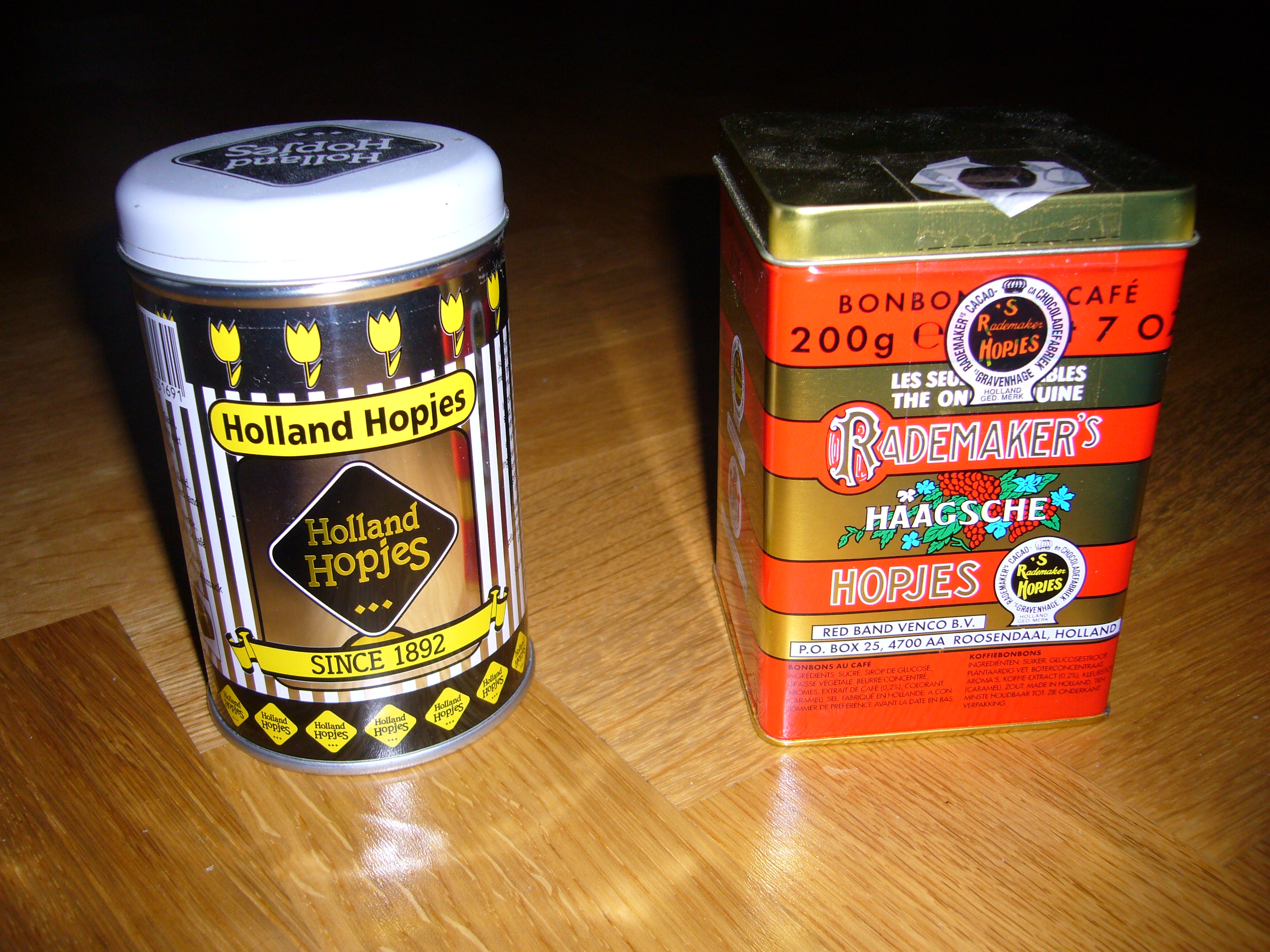
Hopjes-Dosen

Die Konditorei der Familie Nieuwerkerk erlangte damit Berühmtheit bis weit in das Ausland hinein. Sie exportierte Hopjes nach Belgien, England, Deutschland, Britisch-Indien, Dänemark und Russland. Fürstenhäuser in ganz Europa und die Zaren in Sankt Petersburg waren unter ihren Kunden. Für die Hopjes, die in die niederländische Kolonie Niederländisch-Indien (dem späteren Indonesien) geliefert wurden, werden seit 1875 spezielle Dosen angefertigt. 

## Teesalon
Die Hopjes wurden unter anderem durch J.P. Rademaker – einen anderen Zuckerbäcker aus Den Haag – kopiert, der annoncierte, dass nur er die echten Hopjes herstelle. Rademaker war die erste Firma, die die Bonbons in Papierchen einwickelte. Um 1900 gab es ungefähr 60 Firmen, die Hopjes herstellten. Mitte des 20. Jahrhunderts kaufte die Firma Nieuwerkerk das Haus mit der Nummer 94 und betrieb neben dem Bonbon-Geschäft dort auch einen Tee- und Eissalon; ein neues Konzept in Den Haag, das sehr erfolgreich wurde. Schnell kamen immer mehr Teesalons auf, so etwa Fa. Krul am Noordeinde und Fa. Lensvelt Nicola auf Toernooiveld.

## Nachkriegsjahre
Weil die Familie Nieuwerkerk während des Zweiten Weltkrieges keine Lieferungen an die deutschen Verwaltungsorgane und die Wehrmacht vornahm, wurde es schwierig, an die Zutaten zu kommen. Dennoch feierte sie 1943 das 150-jähriges Bestehen der Firma mit dem Heraushängen der niederländischen Flagge. Mit der Bombardierung des Haager Stadtviertels Bezuidenhout verlor die Familie Nieuwerkerk alles. 
Gerard Nieuwerkerk starb 1948, seine Ehefrau 1951, und die Aktien wurden von einer weiteren Firma Rademaker aus Rotterdam übernommen.
Im Jahr 1971 wurde Rademaker durch die königliche Fa. Droste (Hersteller hochwertiger Kakao- und Schokoladenerzeugnisse) übernommen und 1986 durch Dutch Coca & Chocolate Holding BV aus Haarlem. Im Jahr 1999 kam die Marke „Rademaker Hopjes“ in die Hände von RBV Leaf (seit 1990 Betreiber von Corbion). Die bekannten roten, quadratischen Blechdosen wurden durch die weißen runden Dosen ersetzt. Seit 2007 werden wieder rote Blechdosen hergestellt.
Im Januar 2025 teilte der Hersteller mit, dass die Produktion nach über 200 Jahren aufgrund mangelnder Nachfrage und unwirtschaftlicher Produktion eingestellt wird.

## Trivia
- Hopjes haben eine etwas vornehme Anmutung, vor allem, weil sie einzeln in bedruckte Papierchen verpackt sind; etwas, was damals nicht üblich war.
- Seit 1998 ist das „Museum für das Haagsche Hopje“ („Museum voor het Haagsche Hopje“) geschlossen. Es befand sich an der Adresse Oude Molstraat 30d, 2513 BB, Den Haag. Im heutigen Eiscafé stehen nur noch ein Zehntel der Büchsen in der Vitrine.
- Nieuwerkerk und die Fa. Rademaker in Den Haag haben viele Jahre Prozesse geführt. Rademaker warb damit, dass er die echten Hopjes herstellte. Als das Rotterdamer Rademaker Nieuwerkerk 1949 übernahm, setzten sich die Kämpfe zwischen den zwei Rademakers aus Den Haag und Rotterdam noch 40 Jahre fort. 1989 beschloss die Kommission für Werbung, dass die Firma Rademaker in Den Haag nicht mehr mit dem Slogan „einzig echte“ ('enige echte') werben durfte, und dass immer der Name der Firma dazu genannt werden musste; also z. B. „die einzig echten Rademaker’s Hopjes“ oder „einzig echte Krul Hopjes“.
- Haagse Hopjes Transvaal ist der Name einer Stiftung, die Spielzeug an die Jugend des Stadtteils Transvaal in Den Haag verleiht, aber außer dem Namen nichts mit den Hopjes zu tun hat.